# Kocni
Kocni (biał. Коцні; ros. Коцни) – wieś na Białorusi, w obwodzie mohylewskim, w rejonie mohylewskim, w sielsowiecie Zawadskaja Słabada, nad Arlanką.